# Catherine Marchalová
Catherine Marchalová, rodným jménem Catherine Françoise Marie Quiniou (* 3. května 1967) je francouzská herečka. Jejím manželem je herec, scenárista a režisér Olivier Marchal, za kterého se provdala v roce 1989. Mají spolu čtyři děti, tři dcery a syna.

## Filmografie
- 2009 – Diamant 13
- 2008 – Flics (TV seriál)
- 2008 – MR 73
- 2007 – Confidences (TV seriál)
- 2007 – Greco (TV seriál)
- 2007 – Tajný ctitel (TV film)
- 2006 – Hlavní podezřelý (TV film)
- 2006 – Les Innocents (TV film)
- 2005 – Rose a Val (TV seriál)
- 2004 – Válka policajtů
- 2002 – Gangsteři
- 2002 – S.O.S. 18 (TV seriál)
- 2002 – Šéf na míru (TV film)
- 2000 – Komisař Moulin (TV seriál)
- 1999 – La Crim (TV seriál)
- 1999 – Un bon flic
- 1999 – Žena v taláru (TV seriál)
- 1998 – Avocats & associés (TV seriál)
- 1998 – Louis la brocante (TV seriál)
- 1996 – Quai n° 1 (TV seriál)
- 1992 – Julie Lescautová (TV seriál)
- 1989 – Navarro (TV seriál)